# Chris Copeland
Christopher Stephen Copeland (Orange, 17 maart 1984) is een Amerikaans voormalig basketballer. Hij verruilde in 2013 de New York Knicks voor de Indiana Pacers. Eerder speelde hij voor onder meer Matrixx Magixx en Okapi Aalstar.

## Carrière
Copeland speelde collegebasketbal voor de Colorado Buffaloes van 2002 tot 2006. Hij werd niet gekozen in de NBA draft van 2006 en tekende bij de Fort Worth Flyers uit de NBA Development League waar hij een seizoen speelde. Hij werd daarna gekozen in door de Utah Flash in de zesde ronde als tweede in de Expansion NBA Development League Draft. Hij zou nooit voor hen spelen en trok naar het Spaanse CB L'Hospitalet. Kort daarna tekende hij bij het Nederlandse Matrixx Magixx waar hij een seizoen speelde.
Tussen 2008 en 2010 speelde hij in de Duitse competitie bij TBB Trier. In 2010 maakte hij de overstap naar de Belgische competitie waar hij ging spelen voor Okapi Aalstar. Hij werd met de club bekerwinnaar en verkozen tot MVP en Ster van de coaches. Hij kreeg daarna een contract bij de New York Knicks in juli 2012 nadat hij in de NBA Summer League voor hen speelde. In december 2012 werd hij twee keer kort uitgeleend aan de Erie BayHawks. In 2013 kreeg hij geen nieuw contract bij de New York Knicks maar tekende er wel een bij de Indiana Pacers. In april 2015 werd hij in New York neergestoken maar herstelde goed. In 2015 liep zijn contract ten einde en tekende hij bij de Milwaukee Bucks. Zijn contract werd in februari 2016 ontbonden maar wel overgenomen door de Orlando Magic. Maar ook zij ontbonden een dag later dat contract.
In augustus 2016 tekende hij een contract bij de New Orleans Pelicans maar dat werd net voor de start van het nieuwe seizoen ontbonden. Hij tekende daarop bij het Turkse Tofaş BK waar hij een seizoen speelde. In het seizoen 2017/18 speelde hij bij BC Andorra in de Spaanse competitie.

## Erelijst
- Belgisch bekerwinnaar: 2012
- Belgische competitie MVP: 2012
- Ster van de coaches: 2012

## Statistieken

### Regulier seizoen
| Seizoen  | Team            | WG  | WS | MPW  | 2P%  | 3P%  | FW%  | RPW | APW | SPW | BPW | PPW |
| -------- | --------------- | --- | -- | ---- | ---- | ---- | ---- | --- | --- | --- | --- | --- |
| 2012/13  | New York Knicks | 56  | 13 | 15,4 | 47,9 | 42,1 | 75,9 | 2,1 | 0,5 | 0,3 | 0,2 | 8,7 |
| 2013/14  | Indiana Pacers  | 41  | 0  | 6,5  | 47,0 | 41,8 | 71,4 | 0,8 | 0,4 | 0,1 | 0,2 | 3,7 |
| 2014/15  | Indiana Pacers  | 50  | 12 | 16,6 | 36,1 | 31,1 | 73,3 | 2,2 | 1,0 | 0,2 | 0,2 | 6,2 |
| 2015/16  | Milwaukee Bucks | 24  | 1  | 6,5  | 33,3 | 27,8 | 85,7 | 0,4 | 0,5 | 0,1 | 0,0 | 2,1 |
| Carrière | Carrière        | 171 | 26 | 12,3 | 42,7 | 36,5 | 75,2 | 1,6 | 0,6 | 0,2 | 0,2 | 5,8 |

### Play-offs
| Seizoen  | Team            | WG | WS | MPW  | 2P%  | 3P%  | FW%   | RPW | APW | SPW | BPW | PPW |
| -------- | --------------- | -- | -- | ---- | ---- | ---- | ----- | --- | --- | --- | --- | --- |
| 2012/13  | New York Knicks | 9  | 1  | 10,3 | 40,0 | 47,8 | 100,0 | 1,0 | 0,1 | 0,6 | 0,0 | 4,1 |
| 2013/14  | Indiana Pacers  | 12 | 0  | 6,8  | 42,9 | 37,5 | 66,7  | 0,4 | 0,1 | 0,3 | 0,3 | 3,0 |
| Carrière | Carrière        | 21 | 1  | 8,3  | 41,4 | 43,6 | 72,7  | 0,7 | 0,1 | 0,4 | 0,1 | 3,5 |